# 輕工業省體育團
輕工業省體育團（：／）是朝鲜民主主义人民共和国的一家体育团。下属有足球队。归属于朝鲜輕工業省。2006年在朝鲜足球联赛上最终排名第8位。

## 榮譽

### 國内盃賽
- 普天堡火炬獎運動會

 亞軍（1）：2013
- 火炬盃

 季軍（1）：2015
- 共和國錦標賽

 冠軍（1）：2009
 季軍（1）：2007

## 知名球员
- 崔敏鎬